# Belica, Bohinjska Bela
Belica je potok, ki izvira severozahodno od naselja Bohinjska Bela in se kot levi pritok izliva v Savo Bohinjko.